# Suisei (космічний корабель)
Suisei Suisei (яп. すいせい, італ. "Comet"), спочатку відомий як Planet-A, був безпілотним космічним зондом, розробленим Інститутом космосу та астронавтики (тепер підрозділ Агентство аерокосмічних досліджень Японії, або JAXA).
Був частиною Армади Галлея разом із Sakigake, радянськими зондами Вега, ESA, Джотто та NASA міжнародним дослідником комет для дослідження комети Галлея під час її перебування у внутрішній частині Сонячної системи у 1986 році.

## Космічний апарат
Suisei був ідентичний за конструкцією та формою до Sakigake, але мав інше корисне навантаження: ПЗС-систему УФ-зображення та прилад для сонячного вітру.
Основною метою місії було отримати УФ-зображення водневої корони приблизно за 30 днів до та після перетину кометою Галлея площини екліптики. Параметри сонячного вітру вимірювали протягом значно більшого періоду часу.
Космічний корабель стабілізований обертанням на двох різних швидкостях (5 і 0,2 об/хв). Гідразинові двигуни використовуються для контролю положення так і швидкості; датчики зірок і сонця призначені для контролю положення; а для зв’язку на далеку відстань використовується параболічна тарілка, яка була механічно відкручена.

## Запуск
Suisei був запущений 18 серпня 1985 року ракетою-носієм M-3SII з космічного центру Кагосіма в рамках місії M-3SII-2. Його відправили на курс перехоплення з кометою Галлея, після чого залишався на геліоцентричній орбіті для подальшого використання, поки він був життєздатним.

## Обліт Землі
П'ятнадцять запалюваннь двигунів Suisei 3 N протягом періоду з 5 – 10 квітня 1987 року призвели до збільшення швидкості до 60 тис м/с. На 20 серпня 1992 року корабель був втрачений за Сонцем.
Гідразинове паливо було вичерпано 22 лютого 1991 року. Попереднє відстеження показало, що було досягнуто 900 000 км прольоту.